# معركة الكسوة
معركة الكسوة هي معركة وقعت في 30 سبتمبر 1918م بالقرب من مدينة الكسوة في سوريا زمن الدولة العثمانية وتمثل هذه المعركة جزء من الحرب العالمية الأولى .